# 广东省文化和旅游厅
广东省文化和旅游厅（广东省文物局）是中华人民共和国广东省人民政府主管省内文化事业和旅游业相关工作的组成部门。

## 主要职责
广东省文化和旅游厅的主要职责：
1. 贯彻落实党的文化工作方针政策，研究拟定全省文化和旅游政策措施， 起草文化和旅游地方性法规、规章草案。
2. 统筹规划全省文化事业、文化产业和旅游业发展，拟订发展规划并组织实施，推进文化和旅游融合发展，指导监督全省文化和旅游安全生产相关工作，推进文化和旅游体制机制改革。
3. 研究拟定全省文化和旅游人才发展规划并组织实施，推动高素质专业化文化和旅游人才队伍建设。
4. 管理全省性重大文化活动，统筹、协调和指导省重点文化设施、基层文化和旅游设施建设， 负责广东旅游整体形象打造及宣传推广，促进文化产业和旅游产业对外合作和市场推广，制定文化和旅游市场开发战略并组织实施，指导、推进全域旅游。
5. 指导、管理全省文艺事业，指导艺术创作生产，扶持体现社会主义核心价值观、具有导向性代表性示范性的文艺作品， 推动各门类艺术、各艺术品种的发展。
6. 负责公共文化事业发展，推进全省公共文化服务体系建设和旅游公共服务建设，推进文化和旅游行业信息化建设， 深入实施文化惠民工程， 统筹推进基本公共文化服务标准化、均等化。
7. 负责非物质文化遗产保护，推动非物质文化遗产的保护、传承、普及、弘扬和振兴。
8. 统筹规划文化产业和旅游产业，组织实施文化和旅游资源普查、挖掘、保护和利用工作，促进文化产业和旅游产业发展。
9. 指导文化和旅游市场发展，对全省文化和旅游市场经营进行行业监管，推进文化和旅游行业信用体系和行业标准化建设，依法规范文化旅游市场。
10. 指导、监督全省文化和旅游市场综合执法，组织查处全省性、跨区域文化、文物、出版、广播电视、电影、旅游等市场的违法行为，督查督办大案要案，维护市场秩序。
11. 指导、管理文化和旅游对外及对港澳台交流、合作与宣传推广，推进区域文化和旅游交流与合作，组织大型文化和旅游对外及对港澳台交流活动，推进文化和旅游科技创新发展。
12. 指导、管理全省文物和博物馆工作，组织协调重大文物保护和考古项目，推动完善文物和博物馆公共服务体系建设。指导全省世界文化遗产项目申报及中国世界文化遗产地管理工作。协同住房城乡建设设部门开展历史文化名城(镇、村)保护和监督管理工作。
13. 完成省委、省政府以及文化和旅游部交办的其他任务。
14. 职能转变。深入推进简政放权、放管结合、优化服务改革。逐步扩大文化和旅游部分省级行政许可事项下放、委托范围，加强对涉及文化和旅游安全事项的监管。推动文化和旅游行业信用体系建设，完善“双随机、一公开”监管机制，强化事中事后监管。提升服务水平，提高办事效率。完善文化和旅游公共服务体制，推进公共服务标准化、均等化、数字化、社会化， 扶持基层、欠发达地区公共服务体系建设。
15. 关于职责分工。省文化和旅游厅负责动漫和网络游戏相关产业规划、产业基地、项目建设、会展交易和市场监管。省广电局负责对影视动漫和网络视听中的动漫节目进行管理。省新闻出版局负责对出版环节的动漫进行管理，对游戏出版物的网上出版发行进行前置审批。

## 内设机构
1. 办公室。负责文电、会务、机要、档案等机关日常运转工作。承担信息、保密、信访、政务公开工作。组织开展调研活动。负责机关和指导直属单位的安全工作。统筹文化、旅游类社会组织管理和全节庆管理工作。
2. 政策法规处。拟订全省文化和旅游政策措施，组织起草有关地方性法规、规章草案，协调重要政策调研工作。组织拟订文化和旅游发展规划并组织实施。承担文化和旅游领域体制机制改革工作。开展法律法规宣传教育。承担机关行政复议和行政诉讼工作。承担规范性文件的合法性审查工作。
3. 财务处。负责部门预算和相关财政资金管理工作。负责机关财务、资产管理。负责全省文化和旅游统计工作。负责机关和直属单位内部审计、政府采购工作。指导、监督直属单位财务、资产管理。组织协调机关对口支援、扶贫工作。协调、指导省级重点及基层文化和旅游设施建设。
4. 艺术处。拟订全省音乐、舞蹈、戏曲、戏剧、美术等文艺事业发展规划和扶持政策并组织实施。扶持体现社会主义核心价值观、具有导向性代表性示范性的文艺作品和代表国家、省水准及民族特色、地方特色的文艺院团。推动各门类艺术、各艺术品种发展。指导、协调全省性艺术展演、展览以及重大文艺活动，指导全省专业艺术场馆及旅游场所演艺工作。推动艺术资源的创造性转化和创新性发展。
5. 公共服务处。拟订全省文化和旅游公共服务政策及公共文化事业发展规划并组织实施。指导、协调和推动公共文化服务和旅游公共服务。拟订全省文化和旅游公共服务标准并监督实施。指导群众文化、少数民族文化、未成年人文化和老年文化工作。指导公共图书馆、文化馆（站）事业和基层综合性文化服务中心建设，指导旅游公共服务设施建设，指导公共数字文化和古籍保护工作。组织、指导和推动文化惠民工程、旅游便民惠民和志愿服务。统筹推进文化和旅游公共服务信息化建设。
6. 产业发展处。拟订全省文化产业、旅游产业政策和发展规划并组织实施。指导、促进文化产业相关门类和旅游产业及新型业态发展。推动产业投融资体系建设。促进全省文化、旅游与相关产业融合发展。推进全省区域、特色文化和旅游产业发展。指导文化产业园区、基地建设，培育文化和旅游骨干企业，扶持中小微企业发展，指导、促进品牌建设发展。推动文化产业和旅游产业对外投资和贸易工作。指导文化和旅游装备技术提升。
7. 非物质文化遗产处。拟订全省非物质文化遗产保护政策和规划并组织实施。组织开展非物质文化遗产保护工作。组织、指导非物质文化遗产调查、记录、确认和建立名录。组织开展非物质文化遗产传承人群能力建设和保护工作队伍培训，协调推进非物质文化遗产知识产权保护工作。协调、指导文化生态保护区建设，推动非物质文化遗产展示展演场所、传习所、工作站等的建设工作。组织非物质文化遗产研究、宣传和传播工作。
8. 资源开发处。承担全省文化和旅游资源普查、规划、开发和保护工作。拟订文化和旅游科技创新发展规划和艺术科研规划并组织实施。指导、推进全域旅游。指导重点旅游区域、目的地、线路的规划和乡村旅游、滨海旅游、生态旅游、休闲度假旅游发展。推进文化遗产资源合理利用。推动文化和旅游产品创新及开发体系建设，协调指导旅游景区开放开发工作。推动旅游扶贫相关工作。组织协调国家文化公园建设。组织开展文化和旅游科研工作及成果推广。
9. 市场管理处。拟订全省文化和旅游市场政策和发展规划并组织实施。负责对文化和旅游市场经营、服务质量进行行业监督管理，指导服务质量提升。承担文化和旅游行业信用体系建设工作。组织拟订文化和旅游市场经营场所、设施、服务、产品等标准并监督实施。指导旅游应急、救援和保险等工作。指导规范演出、艺术品、文化娱乐、网络文化、上网服务、旅游企业和从业人员的经营和服务行为。承担文化市场经营项目与活动、旅行社业务的审批（备案）工作。承担旅游经济运行监测、假日旅游市场、旅游安全综合协调和监督管理。
10. 文物保护与考古处。拟订全省文物事业发展规划和政策措施并组织实施。协调、指导文物保护利用、考古工作和重大项目的实施工作。组织开展不可移动文物资源调查工作。承担文物保护与考古有关审核、审批事务及相关资质、资格认定工作，承担全国重点文物保护单位的推荐和省级文物保护单位的审核工作。依法承担文化遗产保护传承和相关审核报批工作。参与历史文化名城（镇、村）保护和监督管理工作。
11. 博物馆与社会文物处。拟订全省博物馆事业发展规划和政策措施并组织实施。指导全省博物馆工作，承担博物馆管理制度规范和业务指导工作。推动、落实全省文物和博物馆科技、信息化、标准化建设组织开展可移动文物资源调查工作。负责可移动文物和博物馆有关审核、审批事务及相关资质资格的认定、管理工作。协调博物馆间的交流与协作。指导民间珍贵文物抢救、征集工作。指导文物拍卖、文物进出境和鉴定管理工作。
12. 革命文物处。指导全省革命文物保护管理利用工作；拟订革命文物保护管理利用的政策、规划和标准、规范，并组织实施；组织开展全省革命文物资源调查和公布工作；指导革命纪念馆、革命博物馆业务工作；组织革命文物研究、展示和传播工作；承担红色旅游相关工作；指导近代现代重要史迹和代表性建筑文物保护管理利用工作。
13. 文化市场综合执法监督处。拟订文化市场综合执法工作标准和规范并监督实施。指导、推动全省文化和旅游市场综合执法队伍建设。协调督办文化和旅游市场举报投诉。指导、监督全省文化和旅游市场综合执法工作，组织查处和督办全省性、跨区域文化和旅游市场重大案件。
14. 交流合作与推广处。拟订文化和旅游对外及对港澳台交流合作政策。负责广东旅游整体形象打造及宣传推广。组织开展本省推进粤港澳大湾区文化和旅游合作相关工作。指导、管理文化和旅游对外及对港澳台交流、合作及宣传推广工作。组织大型文化和旅游对外及对港澳台交流推广活动。推动区域文化和旅游交流与合作。
15. 人事处。拟订行业人才队伍建设规划并组织实施。指导文化和旅游高等学校共建和行业职业教育工作。组织文化艺术系列的专业职称评审。组织实施并指导培训工作。承担机关和指导直属单位的人事管理、机构编制、劳动工资和离退休人员服务等工作。
16. 机关党委。负责机关和指导直属单位的党群工作。

## 直属单位
- 广东省立中山图书馆（广东省古籍保护中心）
- 广东省博物馆（广州鲁迅纪念馆）
- 广东省文化馆
- 广东美术馆
- 广东省非物质文化遗产馆（广东省非物质文化遗产保护中心）
- 广东省艺术研究所
- 广东省文物考古研究院
- 广东省文物鉴定站（国家文物出境鉴定广东站）
- 广东粤剧院
- 广东省文化和旅游发展与保障中心（广东星海演艺集团）
- 广东省文化和旅游厅幼儿园
- 广东省星海音乐厅
- 广州交响乐团
- 广东民族乐团
- 广东歌舞剧院有限公司
- 广东省话剧院有限公司
- 南方歌舞团有限公司
- 广东现代舞团有限公司
- 广东省音像出版社有限公司
- 广东省友谊文化有限公司
- 广东省演出有限公司
- 广东省文物总店有限公司